# Гостєв Микола Тимофійович
Микола Тимофійович Гостєв (* 9 січня 1940) — радянський футболіст, український футбольний функціонер. Грав, зокрема за «Таврію» (Сімферополь). Перший віце-президент Федерації футболу АР Крим, генеральний директор ТОВ "СК «Таврія»", член виконкому Федерації футболу України. Нагороджений медаллю «За трудову відзнаку», почесною грамотою Кабінету Міністрів України. Заслужений працівник фізичної культура і спорту України.

## Життєпис
Закінчив Кримський державний педагогічний інститут ім. М. В. Фрунзе:
- факультет фізичного виховання, анатомії та фізіології людини;
- факультет історії.

У 1957 — 1959 роках працював на заводі слюсарем.
У 1959 році, разом із низкою молодих і маловідомих футболістів, серед яких були майбутні гравці клубів вищої ліги Костянтин Цимбалюк і Адольф Поскотін, став гравцем сімферопольської команди «Авангард», перейменованої пізніше на «Таврію», за яку зіграв більше 200 офіційних матчів у чемпіонаті СРСР та Кубку СРСР, грав також за команду класу «Б»«Буревісник» (Мелітополь).
Упродовж 1970 — 1971 — директор ДЮСШ м. Сімферополя.
З 1971 року по 1974 рік — голова Кримської обласної ради СДСТ «Буревісник». З 1974 року по 1980 рік — голова Кримської обласної ради ДСТ «Спартак». З 1980 року по 2005 рік — голова Республіканського комітету фізичної культури та спорту Автономної Республіки Крим.
Від 2005 до 2006 року — директор з адміністративної та кадрової роботи ТОВ СК «Таврія» Сімферополь.
З 2006 року — генеральний директор ТОВ СК «Таврія», де працює досі.
З 2005 року — перший віце-президент Федерації футболу Автономної Республіки Крим. Член виконкому Федерації футболу України, член Комітету з розвитку футболу в регіонах «Рада регіонів ФФУ».
Безпартійний, був під № 30 у списку Блоку Куніцина на виборах до ВР Криму 2006 року.
Нагороджений медаллю «За трудову відзнаку», почесною грамотою Кабінету Міністрів України. Заслужений працівник фізичної культура і спорту України, заслужений працівник фізичної культури і спорту Автономної Республіки Крим.
Одружений. Має двох синів.